# Streblote butiti
Streblote butiti is een vlinder uit de familie spinners (Lasiocampidae). De wetenschappelijke naam van deze soort is voor het eerst geldig gepubliceerd in 1906 door Bethune-Baker.
De soort komt voor in tropisch Afrika.